# 13-й сектор
13-й се́ктор (каз. 13-ші сектор) — объединение фанатов (ультрас) футбольного клуба «Актобе», считающееся одним из самых активных движений такого рода в Казахстане.

## История
Объединение актюбинских футбольных фанатов под названием «13-й сектор» было создано в августе 2006 года. Толчком к созданию объединения стал приезд в Актобе полусотни ультрас клуба «Металлург» из Лиепаи. Тогда активные болельщики клуба «Актобе» решили собираться на 13-м секторе трибун Центрального стадиона Актобе. Однако «13-й сектор» не стал одним из множества фан-клубов, которые полностью обеспечиваются и контролируются руководством футбольного клуба, а сохранил статус самостоятельной организации, сотрудничающей с руководством клуба. Примером для актюбинцев стали фанаты московского «Спартака» и др. зарубежные группировки.
13-й сектор Центрального стадиона Актобе расположен не за воротами и из-за этого у активных фанатов клуба возникали конфликты с «сидячими» болельщиками. На данный момент членам «13-го сектора» выделены 17 и 18 секторы позади ворот, но название объединения не поменялось.
В 2010 году усилиями участников «13-го сектора» был выпущен альманах «По следам сезона 2010, или Глазами актюбинца», в который вошли все матчи клуба, турнирная статистика и сведения об играх дублирующего состава команды.
В 2013 году разгорелся скандал вокруг вандализма членами «13-го сектора» Мемориала Славы в городе Уральск. В Департаменте внутренних дел Западно-Казахстанской области всячески отрицали факт вандализма, несмотря на наличие фотографий, запечатлевших сей акт. Сами активисты «13-го сектора» не стали отрицать то, что граффити было сделано одним из членов движения, но отметили, что стену Мемориала украшали и другие надписи, нанесённые задолго до этого.
26 мая 2014 года участниками «13-го сектора» было объявлено о начале конкурса «Мисс ФК „Актобе“». Конкурс был проведён в стенах ночного клуба «Вельвет». Председателем жюри стал пресс-атташе клуба «Актобе» Марат Джумабаев, компанию ему составили игроки клуба. По итогам конкурса «Мисс ФК „Актобе“ 2014» стала Венера Шардакова.
21 августа 2014 года состоялся матч Лиги Европы между клубами «Актобе» и «Легия» из Польши. Накануне матча в центре Актобе произошла потасовка между 20 польскими болельщиками и 30-35 фанатами из «13-го сектора». После поражения «Актобе» со счётом 0:1, актюбинские фанаты устроили беспорядок на площади перед Центральным стадионом. Полицейским пришлось разгонять болельщиков с использованием дымовых шашек и дубинок, и только тогда польские болельщики смогли покинуть трибуны.
В рамках конкурса «Жыл адамы-2014», устроенного республиканским телеканалом «Казахстан», фанаты из «13-го сектора» заняли 2-е место в номинации «Лучшие болельщики», уступив лишь фанатам боксёра Геннадия Головкина. Фанаты клубов «Кайрат» и «Шахтёр» получили 134 и 151 голосов соответственно, против 2471 голоса у «13-го сектора».
В 2018 году фанаты «Актобе», в том числе участники «13-го сектора», впервые в истории казахстанского футбола начали сбор средств с целью погасить долги футбольного клуба.
В 2022 году, после того как тогдашний руководитель ФК «Актобе» Ерлан Джамантаев объявил о своём уходе, представители «13-го сектора» обратились к акиму Актюбинской области Ондасыну Уразалину с просьбой оставить его на должности председателя правления клуба. Джамантаев отметил, что решение покинуть кресло руководителя клуба он принял самостоятельно и аким его не увольнял, но после разговора с Уразалиным решил не менять место работы.

## Структура и членство
«13-й сектор», помимо основных членов объединения (30-50 человек), состоит из нескольких более мелких групп: молодёжного крыла «Urpaq Ultras» (около 20 человек), алма-атинского филиала «West Wind» и астанинского филиала «04 регион». С участников ежемесячно взимается взнос на изготовление баннеров и т. п. расходы.
Членами «13-го сектора» являются исключительно мужчины. Чтобы попасть в ряды фанатов, по словам активистов движения, требуется активно болеть за клуб, купить билет на 17-й или 18-й секторы, иметь атрибутику клуба (красно-белые шарфы, белый верх), знать слова песен «Сен көп жаса» и «Ай, ай, ай, Ақтөбе».

## Отношения с болельщиками других команд
Единственным объединением болельщиков, дружественно настроенным по отношению к фанатам из «13-го сектора», является движение «Легион», болеющее за футбольный клуб «Женис», выступающий в Первой лиге Казахстана. Враждебными по отношению к «13-му сектору», по словам членов движения, являются фанаты клубов «Атырау», павлодарского «Иртыша», алматинского «Кайрата» и столичной «Астаны».

## «Кодекс чести»
У футбольных фанатов «13-го сектора» существует свой «кодекс чести», согласно которому болельщик клуба «Актобе» всегда должен быть за свою команду, болеть за неё до последнего при любых погодных условиях, вне зависимости от счёта на табло. Фанат клуба должен болеть за него не только на домашних матчах, а стараться выезжать на гостевые матчи вместе с командой.